# آنتیوپ ۹۰

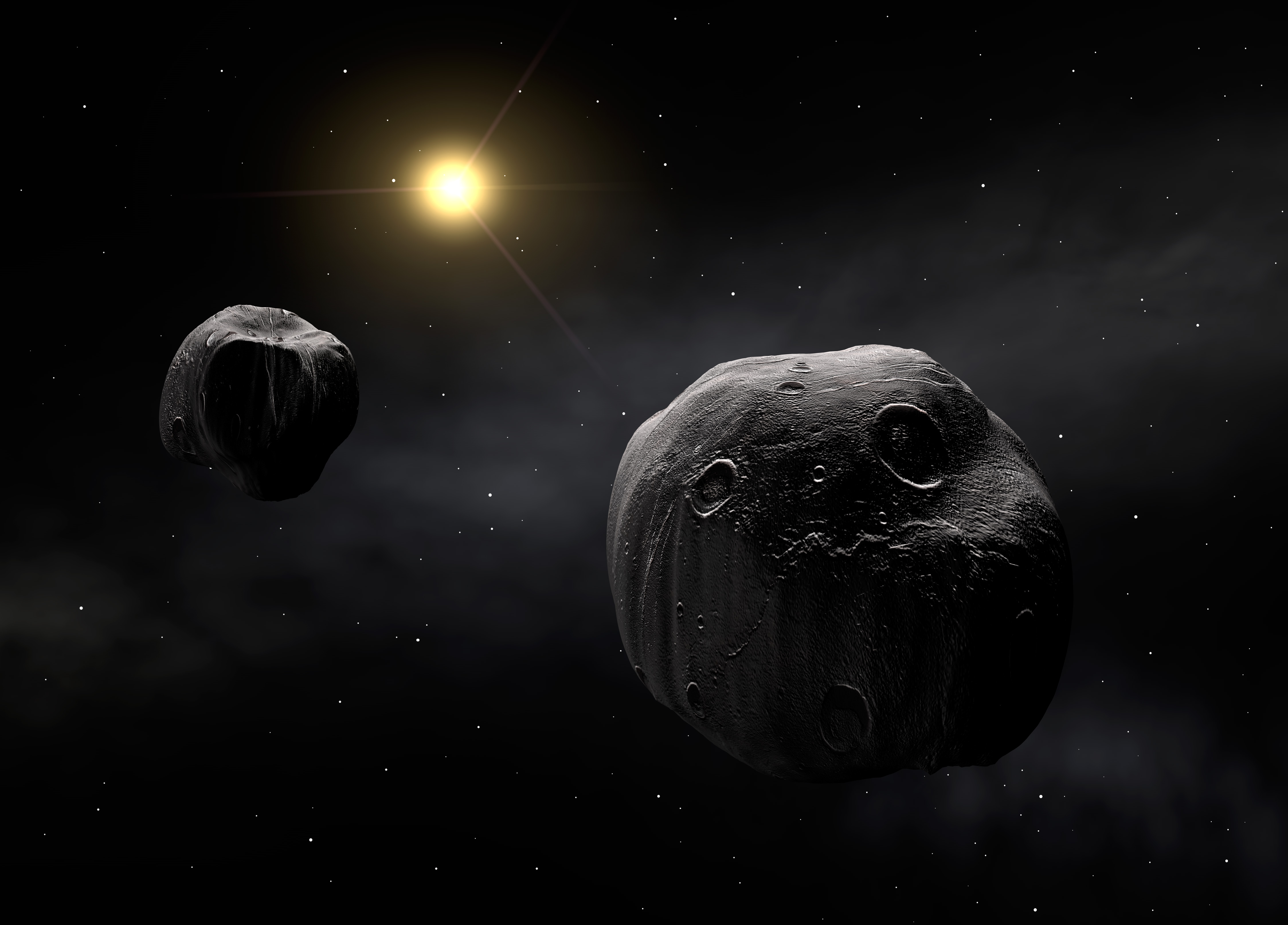
سیارک ۹۰

سیارک ۹۰ (به انگلیسی: 90 Antiope) نودمین سیارک کشف شده‌است که در ۱ اکتبر ۱۸۶۶ و در دوسلدورف کشف شد.
قدر مطلق سیارک برابر ۸٫۲۷ است.